# Zapus trinotatus
Espèce
Statut de conservation UICN

 LC  : Préoccupation mineure
Le  Zapode du Pacifique (Zapus trinotatus) est une espèce de rongeurs de la famille des Dipodidae. C'est une souris sauteuse que l'on rencontre en Amérique du Nord.

## Alimentation
Elle est principalement granivore, mais se nourrit également de fruits, d'insectes, de mollusques et de poissons.

Carte de répartition

## Comportement
C'est une espèce nocturne et crépusculaire qui hiberne jusqu'à 6 mois par an, en fonction de la température.